# Medieval II: Total War — Kingdoms
Medieval 2: Total War: Kingdoms — официальное дополнение к игре Medieval II: Total War. Игроку на выбор даётся 4 кампании — Американская, Британская, Тевтонская и кампания Крестоносцев, происходящие в определённые эпохи, со своими историческими событиями.

## Описание кампаний

### Американская
Кампания начинается в 1521 году и посвящена испанскому завоеванию Америки, в частности военной экспедиции 1519-1521 гг. по завоеванию Мексики, возглавляемой Эрнандо Кортесом. Карта кампании охватывает территорию от США (южные штаты) до Гондураса.
Данная кампания насчитывает 8 фракций, поделённые на три группы — у каждой из них своя культура, а также уровень технологий и тактика ведения войн. Два последних критерия диктуют свои условия геймплея за каждую группу фракций.
Европейцы — обладают передовыми на момент XVI века технологиями (стальное и огнестрельное оружие, доспехи), а также кавалерией, артиллерией и флотом. При этом европейские солдаты малочисленны, что вынуждает прибегать к использованию наёмников из местного населения. Также из Старого Света прибывают подкрепления.
- Новая Испания — занимает о.Куба и г.Веракрус (Мексика).
- Новая Франция — отсутствует в начале кампании. Её войска впервые появляются на территории Флориды. Является неуправляемой фракцией.
- Английские колонии — отсутствует в начале кампании. Её войска впервые появляются на территории Гондураса. Является неуправляемой фракцией.

Индейцы Мезоамерики — лишены европейских технологий и родов войск, но обладают огромной численностью войск.
- Ацтекская империя — занимает центральные районы Мексики
- Майя — занимают п-ов Юкатан
- Народ Тласкалана — также как и ацтеки базируются в центральной Мексике, будучи окружённые владениями их империи
- Тараски — занимают северо-запад центральной Мексики

Индейцы-кочевники — также лишены европейских технологий и родов войск, но при этом умеют пользоваться захваченными технологиями европейцев, включая кавалерию, а также обладают более продвинутыми лучниками (апачи) и копейщиками (чичимеки)
- Племена апачи — расположены на юго-западе США
- Племена чичимеков — расположены в северной Мексике

Особенности геймплея и игровой механики

Ограниченное развитие Новой Испании. Как уже было сказано, европейские фракции испытывают проблемы с набором европейских солдат — данный недостаток особо ощутим при игре за Новую Испанию. Доступ к новым постройкам и, соответственно войскам, напрямую зависит от особой системе титулов, которые наместник (правитель фракции) получает из метрополии — игроку необходимо накапливать очки для получения титулов, которые выдаются за успешные действия по завоеванию Нового Света и, соответственно, снимаются за неудачные.
"Очки престижа" даются за следующие действия:
- Сложные миссии (захват крупных поселений и т.д.) — 10 очков
- Миссии средней сложности — 5 очков
- Простые миссии (увеличение гарнизона и т.д.) — 2 очка
- Победы в сражениях — 1-3 очка (в зависимости от значимости)
- Захват поселений — 3 очка (захват столицы 5 очков)
- Уничтожение фракции — 10 очков
- Заключение торгового соглашения — 3 очка
- Убийство члена царской фамилии — 3 очка
- Накопление 50 тыс. монет — 1 очко
- Накопление 100 тыс. монет — 2 очка

Каждый титул даётся за накопление определённого числа очков — господин (не менее 25 очков), барон (50), виконт (100), граф (150), маркиз (200). К тому же каждый ход идёт пассивное накопление очков — по 1 за ход.
Обучаемость индейцев-кочевников. Как уже было сказано, индейцы-кочевники (апачи и чичимеки) способны заимствовать некоторые европейские военные технологии. Для получения тех или иных технологий необходимо нанимать войска, захватывать поселения и главное успешно воевать с европейскими фракциями, а именно:
- 10 побед над армиями с конницей: возможность нанимать чичимекских всадников (лёгкая конница) или конных апачей (конные стрелки);
- 10 побед над армиями с огнестрельным оружием: возможность нанимать чичимекских стрелков или «громовых воинов» (аркебузиры).
- 20 побед над армиями с огнестрельным оружием: возможность нанимать конных «громовых воинов» (драгуны);
- Обучение 20 стрелковых отрядов и захват 5 поселений: возможность нанимать воинов-псов (усиленные лучники);
- Обучение 50 стрелковых отрядов и захват 10 поселений: возможность нанимать коиценко (элитная универсальная пехота);
- Обучение 20 отрядов пехоты и победа в 5 битвах: возможность нанимать разведчиков-апачей (средняя ударная пехота, умеющая прятаться на любой местности);
- Обучение 50 отрядов пехоты и победа в 10 битвах: возможность нанимать онде (элитные копьеносцы).

Последние 5 пунктов доступны лишь для апачей, ввиду меньших возможностей развивать свои города, чем у чичимеков, которым доступны войска их мезоамеринских собратьев.
Тропа войны. Жрец апачей с высоким уровнем благочестия может объявить т.н. тропу войну — аналог джихада и крестовых походов из оригинальной кампании.
Воздействие чумы. В отличие от оригинальной кампании от чумы погибает исключительно мирное население, а войска европейских фракций наделены иммунитетом, причём это относится не только к европейским солдатам, но и индейским наёмникам. Эпидемии чумы происходят лишь в определённых городах — например, Теночтитлане и Веракрусе.
Ограничения на наём агентов. В данной кампании невозможен наём некоторых агентов — принцесс (для всех фракций), убийц (для европейцев) и купцов (для индейцев).

### Британская
Кампания начинается в 1258 году и посвящена войнам Англии с другими государствами Британии, а также вторжениям норвежских викингов и восстаниям английских баронов. Игровая карта охватывает территории только Британских островов.
Данная кампания насчитывает 6 фракций:
- Англия — занимает территорию собственно Англии, а также юго-восток Уэльса (г.Кардифф) и большую часть Ирландии, в частности г. Дублин.
- Ирландия — занимает северо-восток и юг Ирландии
- Шотландия — занимает большую часть собственно Шотландии
- Уэльс — занимает большую часть собственно Уэльса
- Норвегия — занимает север Шотландии, а также северные острова Британского архипелага
- Союз баронов — отсутствует в начале игры. Фракция появляется в любых английских городах, где произошёл мятеж. Является неуправляемой фракцией.

Особенности геймплея и игровой механики

Восстание баронов. Как уже было сказано, Союз Баронов появляется в любых английских городах, где произошёл мятеж — это может произойти не только в результате роста недовольства населения, но и как следствие смерти английского короля. Союз Баронов может прекратить существование как при поражении, так и при победе — в последнем случае произойдёт победа баронов в гражданской войне и их владения перейдут обратно Англии.
Национальная культура. В данной кампании религия заменена национальной культурой каждого народа — от её уровня зависит не только лояльность населения, но и возможность нанимать войска. Последнее означает, что нельзя нанимать элитные войска в только что захваченных поселениях — даже при наличии нужной постройки. При этом преобладание чужой культуры даёт возможность нанимать некоторые войска — например, преобладание шотландской культуры позволяет нанимать шотландских пикинёров.
Крепости. На карте кампании (в основном в Англии) разбросаны каменные крепости, в которых можно бесплатно содержать 2 любых отряда. Крепости расположены в стратегически важных местах — речные переправы, горные перевалы и т.д. При этом строить деревянные форты нельзя.
Валлийское восстание. Валлийцы могут получать подкрепления путём захвата определённых поселений, а точнее — Кардиффа, Глостера, Шрусбери и Честера, но это возможно лишь в правление Лливелина. Также подкрепления можно получить при потере стартовых городов — Пемброка, Монтгомери и Карнарвона.
Восстание Уильяма Уоллеса. Данное историческое событие происходит в трёх случаях:
- 1) Англия захватывает шотландское поселение по истечении 15 ходов с начала кампании
- 2) Шотландия имеет менее 5 поселений по истечении 10 ходов с начала кампании
- 3) С начала кампании прошло 30 ходов

При данном событие на карте появляется армия под командованием Уильяма Уоллеса. С учётом большого опыта этой армии, а также полководческих талантов самого Уоллеса, появление данной армии может стать хорошим подспорьем при игре за Шотландию.
Подкрепления для норвежцев. На старте кампании норвежцы обладают малыми ресурсами и поэтому не могут нанимать огромные армии и вести активную экспансию — для решения данной проблемы введена система помощи от метрополии, которая присылает деньги и войска. На первом ходу норвежцы получают дополнительные 2500 монет в полгода и флот с погружённой на него небольшой армией, на шестом ходу прибывает ещё один флот с крупным десантом, а ежесезонный доход увеличивается ещё на 2700 монет, на десятом ходу ситуация повторяется (доход растёт на 5000, а с востока к островам подходит ещё одно десантное войско), а на 15 и 20 ходах доходы постепенно опускаются до первоначального состояния.
Участие принца Эдуарда в крестовом походе. При игре за Англию игроку будет предложено отправить принца Эдуарда в крестовый поход при условии, что он не находится в осаде, а с начала кампании не прошло более 15 ходов. Принц вернётся из похода через определённое время или же если Англия будет под угрозой уничтожения интервентами — причём вернётся в сопровождении большого войска с отрядами крестоносцев-тамплиеров. Есть небольшой шанс, что Эдуард скончается в походе — тогда армия хоть и прибудет, но будет значительно меньше по численности.
Увеличение казны Уэльса и Ирландии. Ирландия и Уэльс с самого начала кампании воюют с Англией, которая намного сильнее их. Как и в случае с Норвегией, для Ирландии и Уэльса предусмотрена финансовая помощь, которая иссякнет по ходу кампании.

### Крестовые походы
Кампания начинается в 1174 году и посвящена крестовым походам, а точнее третьему(1189-1192) и четвёртому (1202-1204) крестовым походам. Место действия — территория Ближнего Востока, а точнее пространство от Турции до Ирака.
Всего в игре насчитывается 7 фракций, поделённые на три группы по религиозному признаку. Каждой из них придётся покорить Святую Землю, победив всех остальных.
Крестоносцы — обладают сильной тяжёлой кавалерией и пехотой, а также поддержкой рыцарских орденов, но обделены хорошими конными лучниками и лёгкой кавалерией.
- Иерусалимское королевство — занимает территорию Палестины, Израиля и Ливана. Доступны войска ордена тамплиеров. Центр влияния — Иерусалим.
- Княжество Антиохия — занимает территорию западной Сирии. Доступны войска ордена госпитальеров. Центр влияния — Крак-де-Шевалье.
- Венеция — отсутствует в начале кампании. Впервые войска Венеции появляются в окрестностях Константинополя. Не имеет поддержки рыцарских орденов и своего центра влияния. Является неуправляемой фракцией.

Мусульмане — также как и крестоносцы обладают сильной тяжёлой кавалерией, но при этом имеют хороших конных и пеших лучников.
- Египет — расположен на территории собственно Египта. Центр влияния — Каир
- Турция — её территория разделена на два анклава: западный (центр Турции) и восточный (Ирак). Центр влияния — Багдад
- Монголы — отсутствуют в начале кампании. Впервые войска монголов появляются в окрестностях Багдада. Не имеют своего центра влияния. Являются неиграбельной фракцией.

Византийская империя — располагается на западе и севере современной Турции, а также территории Греции (остров Крит). Единственная православная страна в кампании. Обладает сильной тяжёлой кавалерией и хорошими пешими и конными лучниками, а также технологией греческого огня. Центр влияния — Константинополь.
Особенности кампании:
В этой кампании всё завязано на владении так называемыми, центрами влияния — Иерусалимом, Крак-де-Шевалье, Константинополем, Багдадом и Каиром. В режиме длинной кампании для победы нужно не только захватить некоторое число провинций, но и в течение длительного времени удержать центры влияния, что не так-то просто.
У центров влияния есть ещё одно назначение — они дают доступ к особым отрядам, своего рода «козырным тузам» в рукаве каждой нации. Княжество Антиохии благодаря удержанию Крак-де-Шевалье может обучать госпитальерских сержантов, арбалетчиков и аркебузиров, королевство Иерусалимское, удерживая соответствующий город, получает пеших и конных иерусалимских рыцарей, столица Византии служит лагерем для архонтопулариев и метателей «греческого огня», в Каире египтяне обучают гвардию султана и лучников-мамелюков, а Багдад даёт туркам пеших и конных хашамов. Захватить чужой центр влияния нелегко — после его падения неподалёку появляется средних размеров армия, которая попытается его отбить. Правда, для появления армии требуется, чтобы нация находилась в нелёгком положении. В цифрах это выглядит так: фракция получает подкрепления, если после 20 хода ей принадлежит меньше 5 поселений и она теряет центр влияния; после 30 ходов поселений должно быть меньше 6, после 40 — меньше 7, после 50 — меньше 8, после 60 — меньше 9.
Ещё одна особенность — полководцы могут строить форты вместо армейских лагерей. Отличие не только в цене (форт стоит 2500 золотых), но и в надёжности — форт хорошо укреплён и, в отличие от лагеря, не исчезает после трёх ходов. Пользоваться такими узлами обороны приходится не так уж часто, но в ущельях Малой Азии, Кавказа и Иудейского нагорья форт способен сильно задержать наступающего неприятеля.
Список исторических событий за период прохождения кампании:
- Джихад: всё довольно просто — после первого хода турки и египтяне получат по две армии. Войска, правда, не отличаются исключительными боевыми навыками, но станут полезным подспорьем.
- Третий крестовый поход: в 1187 году в Палестину прибудут английские и французские крестоносцы во главе с Ричардом Английским и Филиппом Французским. Первые поступят под командование иерусалимцев, вторые примкнут к антиохийцам. Хотя крестоносцы менее многочисленны, чем мусульманский джихад, боевых навыков им не занимать. Одна особенность в кампании составляет тот факт, что Барбаросса соберёт огромную 100 тысячную армию и утонет. После чего, как мы знаем, его армия распустится.

Немного позже на помощь Иерусалиму придёт принц Эдуард с небольшой английской армией. Что  любопытно, этот принц отправляется в Британской кампании в Крестовый поход и возвращается с армией тамплиеров Иерусалимского королевства.
- Четвёртый крестовый поход: в 1203-1204 году недалеко от Константинополя высадятся венецианские крестоносцы. Впрочем, византийцам три итальянских армии должны оказаться вполне по силам.
- Восстание мамелюков: на 35 ходу кампании в Египте появится армия мамелюков, которая встанет на сторону египетского султана. Войско только одно, зато очень сильное и целиком состоящее из кавалерии.
- Восхождение османов: на 53 ходу на помощь туркам придёт отличная пешая армия. Янычарские войска окажутся очень кстати — турки испытывают дефицит надёжных пехотинцев.
- Монгольское нашествие: нападение монголов не имеет фиксированной даты (примерно вторая четверть XIII века), зато запомнится туркам надолго. В окрестностях Багдада появятся сразу четыре сильных армии, победить которые в чистом поле не так-то легко. Впрочем, можно спровоцировать штурм Багдада — гарнизон проредит нападающих, а в случае потери города турки получат подкрепления.

### Тевтонская кампания
Эта кампания начинается в 1250 и описывает религиозную вражду между восточноевропейскими религиями и Тевтонским орденом. Карта покрывает территории северо-восточной Европы, от Дании до Руси.
Играемые фракции:
- Тевтонский орден — мощные рыцари и дисциплинированные солдаты, мало быстрой, лёгкой кавалерии и пехоты; сложность: лёгкая. Вместо династии, лидером Ордена становится наилучший генерал.
- Великое княжество Литовское — отличная лёгкая кавалерия, ополченцы имеют слабую дисциплину, сильные воины-последователи древних богов; сложность: средняя.
- Королевство Дания — хорошая смесь всех войск, пехота предпочитает мечи и топоры копьям, мало хорошей тяжёлой кавалерии; сложность: лёгкая.
- Новгородское княжество — хорошая смесь тяжёлой и лёгкой кавалерии, плохая ранняя пехота и лучники, отличные поздние пехотинцы, стрелки(в том числе мушкетёры) и кавалеристы сложность: средняя.
- Королевство Польша — очень сильная кавалерия, средняя пехота; сложность: тяжёлая.
- Священная Римская империя — сильные со всех сторон, мало поздних профессиональных армий; сложность: средняя.

Неиграемые фракции:
- Золотая Орда — сильные лучники-пехотинцы, лучшая лёгкая кавалерия, мало поздних профессиональных армий; сложность: средняя.
- Норвежское королевство — по составу войск почти идентично Дании.

Особенность кампании:
- Обращение Литвы в католичество: смена религии влечёт за собой изменение цепочки зданий и набора войск и значительное улучшение отношений со всеми католическими государствами (а таких пять — Тевтонский орден, Польша, Священная Римская империя, Дания и Норвегия). Стать крестителем можно двумя путями. Во-первых, после 37 хода, если литовцам принадлежит менее 5 поселений, игрока спросят, не хочет ли он стать католиком (своеобразный спасательный круг на случай, если тевтонцы слишком прижали). Во-вторых, такое же предложение поступит без всяких условий после 65 хода. В результате игрок лишится всех храмов языческих богов, а также всех связанных с ними войск и жрецов, зато Вильнюс станет на три четверти католическим, и улучшатся отношения со многими соседями (и правопорядок благодаря тому, что не придётся бороться с влиянием католичества).

В реальности правители Литвы оставались долго (до Кревской унии с Польшей) язычниками (хотя принимали порой православие или католичество и также легко его отвергали): Великое княжество Литовское — последняя европейская страна, принявшая крещение.
- Создание Кальмарского союза: после 8 хода, если датчанам принадлежат Гётеборг, Кальмар, Упсала, Висби и Або, а норвежская фракция ещё не разрушена, датскому королю предложат образовать Кальмарский союз с Норвегией, но для этого необходимо чтобы Норвежский король умер. Результат — все норвежские владения переходят к Дании, а новообразованное государство называется Кальмарским союзом.
- Образование Ганзейской лиги: с момента, когда одна из фракций завладеет городом Висбю, начнёт отсчёт счётчик. К 25 ходу после обращения Висбю в лоно цивилизации всем странам предложат вступить в Ганзейскую лигу. Результат — в городах можно будет строить ганзейские конторы.

## Добавления
- Четыре новых кампании;
- 23 играемых фракций, включая 10 существующих;
- Более 150 новых отрядов;
- Возможностью управлять подкреплением в битвах;
- Геройские персонажи с особыми способностями;
- Возможность строить постоянные форты с рвами;
- Новое осадное оружие, включая горячее масло;
- Новые технологические ветви, на которые влияют религия и престиж;
- Новые типы заданий;
- 6 новых сценариев для мультиплеера и 20 новых карт для битв;
- Новый режим для Hotseat игры;
- Кооперативный режим для многопользовательской игры;
- 9 новых типов агентов;
- Поддержка для компьютеров с двухъядерными процессорами;
- Компьютер начинает использовать флот для переправки армий.

Для данного дополнения присутствуют две крупных модификации: The Third Age, переносящая игру из средневековья в мир Толкина и Call of Warhammer.

## Герои
- Ричард Львиное Сердце (Иерусалимское королевство) — может увеличивать боевой дух солдат.
- Уильям Уоллес (Шотландия) — герой восстания против англичан, приводит с собой многочисленную армию на 24-м ходу игры. горцев.
- Лливелин ап Грифид (Уэльс) — может объединить фракцию и создать большие армии пехоты и лучников.
- Бриан Уа Нейлл (Ирландия).
- Саладин (Египет) — великий арабский полководец, может прекратить бегство солдат.
- Мануил I Комнин (Византийская империя) — один из последних великих императоров-завоевателей Византии, может вызвать драки среди вражеских армий и останавливать их на месте.
- Нур ад-Дин (Турция) — временно увеличивает скорость нападения и мораль войск.
- Филипп II Август (Княжество Антиохии) — временно увеличивает силу ударов и выносливость войск.
- Эрнан Кортес (Испания) — лидер конкистадоров в Новом Свете. Получает помощь от Испании.
- Хокон Хоконсон (Норвегия) — последний лидер викингов, пытавшихся захватить Британию. Приведёт армию викингов и флот на 9-м ходу игры.
- Эдуард I Плантагенет (Англия) — принц, отправившийся в Крестовый поход. Возвратится с армией тамплиеров.
- Александр Невский (Новгород) — великий новгородский князь, святой.
- Монтесума (Ацтеки) — Император ацтеков, убитый Кортесом.
- Куаутемок (Ацтеки) — последний император ацтеков, впоследствии ставший национальным героем Мексики.
- Миндовг (ВКЛ) — Великий Князь Литовский, принявший христианство.

## Отзывы
| Сводный рейтинг | Сводный рейтинг |
| Агрегатор       | Оценка          |
| --------------- | --------------- |
| GameRankings    | 85,14 %         |